# Минц, Зара Гиршевна
За́ра Ги́ршевна (Григо́рьевна) Минц (24 июля 1927, Псков — 25 октября 1990, Бергамо, Италия) — советский литературовед, специалист по изучению творчества Александра Блока и истории русского символизма, доктор филологических наук, профессор Тартуского университета, автор более 200 научных трудов.

## Биография
Родилась в Пскове, вскоре после её рождения семья переехала в Ленинград. Рано потеряла родителей: её мать, Фрида (Фрейда) Абрамовна Сендерихина (1887—1939), родом из Шклова, зубной врач во 2-й стоматологической поликлинике; отец, Гирш Ефремович Минц (1880—1942), выпускник Психоневрологического института, санитарный врач, заведующий Госсанинспекцией Володарского района, погиб в блокадном Ленинграде. Племянница акушера и гинеколога, доктора медицинских наук, профессора Моисея-Исаака Абрамовича Сендерихина.
В самом начале войны Зара Минц вместе со школой была эвакуирована из Ленинграда, обучение заканчивала в Челябинске. В 1944 году поступила на отделение русского языка и литературы филологического факультета Ленинградского университета.
С 1946 года З. Г. Минц начала заниматься творчеством Александра Блока в семинаре профессора Д. Е. Максимова, это определило круг её будущих научных исследований. Однако по политическим причинам диплом пришлось защитить по творчеству Эдуарда Багрицкого.
В 1949 году З. Г. Минц с отличием окончила университет. Из-за антисемитской кампании не могла поступить в аспирантуру и получила распределение в город Волховстрой, где два года преподавала русский язык и литературу в школе рабочей молодёжи.
В марте 1951 года З. Г. Минц вышла замуж за Ю. М. Лотмана, литературоведа и историка культуры, и переехала в Тарту. В 1951—1956 годах работала старшим преподавателем отделения русского языка и литературы в Тартуском учительском институте. С 1955 года преподавала на кафедре русской литературы Тартуского университета, где проработала 35 лет.
В 1956 году в Ленинградском педагогическом институте им. А. И. Герцена она защитила кандидатскую диссертацию «Пути развития советской дошкольной литературы (1917—1930)». С сентября 1956 года З. Г. Минц занимала должность старшего преподавателя кафедры русской литературы Тартуского университета, в 1964 году была утверждена в звании доцента.
В 1972 году в Тартуском университете защитила докторскую диссертацию «Александр Блок и русская реалистическая литература XIX века». Однако Всесоюзная аттестационная комиссия (ВАК) присудила З. Г. Минц степень доктора филологии только через 5 лет (был получен негативный отзыв внешнего рецензента И. М. Машбиц-Верова), а в должности профессора кафедры русской литературы утвердила в 1979 году. В то время исследования Тартуско-московской семиотической школы, как и связи З. Г. Минц и Ю. М. Лотмана с российскими и эстонскими диссидентами вызывали недовольство столичного начальства, поэтому утверждение комиссией проходило так долго.
В Тартуском университете З. Г. Минц читала курсы лекций по истории русской литературы последней четверти XIX века, русской литературы начала XX века, советской литературы, детской литературы, введению в литературоведение, теории литературы, анализу текста, а также спецкурсы по творчеству Достоевского, Чехова, Блока, русской поэзии начала XX века и другие.
З. Г. Минц — автор более 200 научных трудов, под ее руководством защищены 123 дипломные работы и 13 кандидатских и магистерских диссертаций.
Главные темы исследований З. Г. Минц: творчество А. А. Блока и Серебряный век русской поэзии. Автор фундаментальных работ «Лирика Александра Блока» (1965—1975) и «Блок и русский символизм» (1980), З. Г. Минц участвовала в подготовке блоковского тома «Литературного наследства». Она была членом редколлегии первых двух томов академического Полного собрания сочинений Блока, автором комментария и вступительных статей, организатором всесоюзных научных конференций по творчеству Блока и русской литературе начала XX века, проходивших в Тарту с 1962 года. На базе конференций с 1964 года в Тарту начали издаваться «Блоковские сборники», З. Г. Минц была ответственным редактором одиннадцати выпусков этого издания.
В 1970—1980-е годы она пишет статьи о творчестве А. П. Чехова, Ф. К. Сологуба, Андрея Белого, Е. Г. Гуро, Вяч. И.Иванова, Н. М. Минского. В 1974 году в серии «Библиотека поэта» вышел составленный З. Г. Минц том произведений В. С. Соловьёва. Её статьи о Д. С. Мережковском стали началом исследования творчества писателя в русском литературоведении.
З. Г. Минц стояла у истоков Тартуско-московской семиотической и филологической школы. Она принимала участие во всех Летних школах по вторичным моделирующим системам, была автором статей в сборниках «Трудов по знаковым системам». З. Г. Минц была редактором всех трудов Ю. М. Лотмана, многих выпусков «Трудов по русской и славянской филологии», а также сборников материалов и тезисов научных студенческих конференций.
Наряду с академическими исследованиями авторству З. Г. Минц принадлежат и школьные пособия, которые сейчас стали библиографической редкостью.

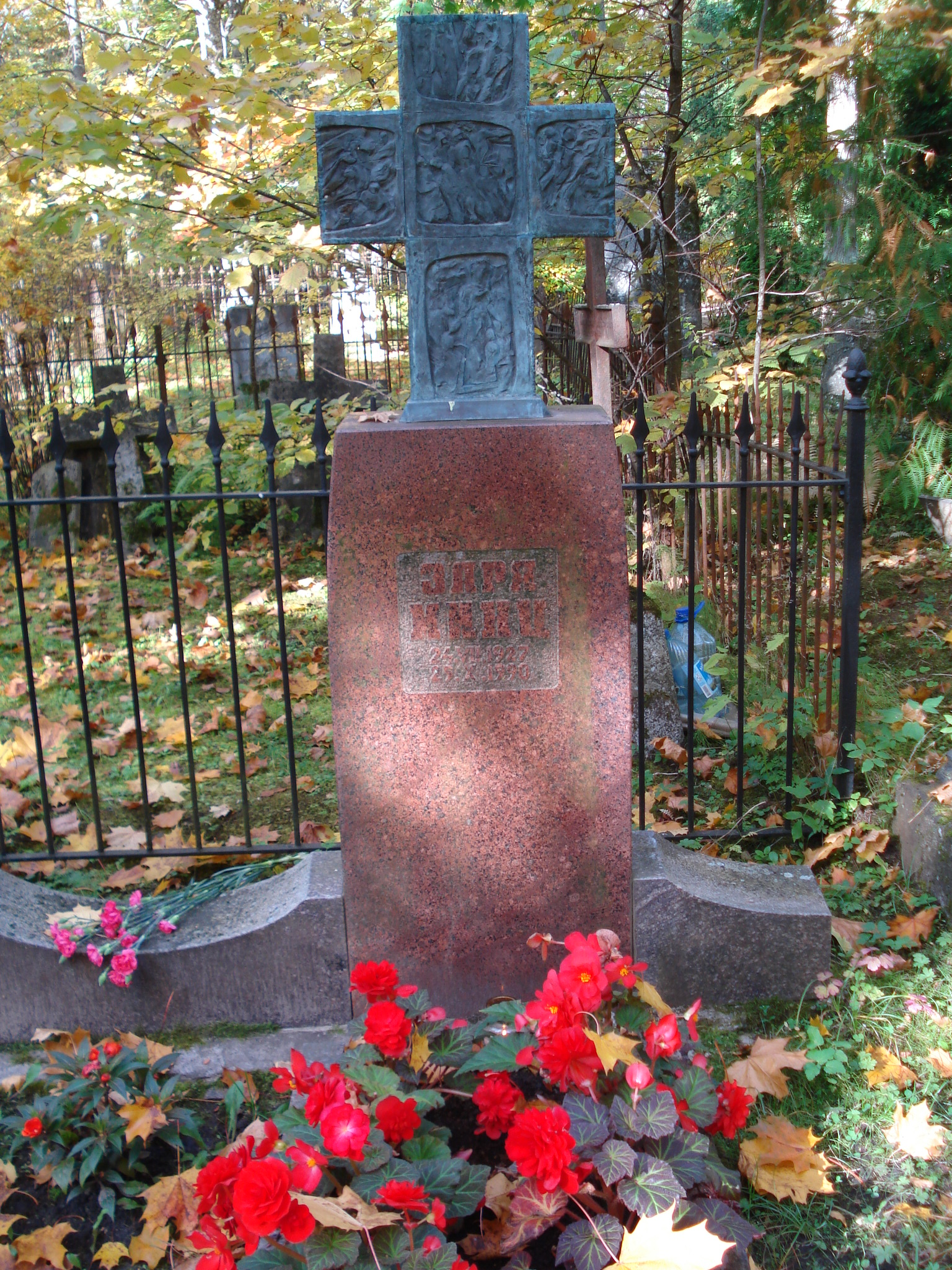
Надгробие З. Г. Минц на кладбище Раади

В конце 1980-х годов здоровье З. Г. Минц резко ухудшилось. В 1990 году в Бергамо (Италия) ей была сделана операция, вызвавшая неожиданное осложнение, из-за которого Зара Григорьевна скончалась. Она была похоронена в Тарту на кладбище Раади.

## Память
Заре Григорьевне Минц был посвящён специальный выпуск университетской газеты Alma mater, вышедший в Тарту в январе 1991 года, а также XII и XIV Блоковские сборники, выпущенные Тартуским университетом соответственно в 1993 и 1998 гг.
В 2009 году в Тарту на доме по улице Лаулупео, в котором Зара Григорьевна Минц и Юрий Михайлович Лотман жили в последние годы жизни, была установлена памятная доска.
В 2013 году был снят документальный фильм «Счастливые единомышленники: Юрий Лотман и Зара Минц», который был показан по телеканалу «Россия — Культура» в программе «Больше, чем любовь».
В 2017 году, к 90-летию З. Г. Минц, в издательстве Таллинского университета был издан сборник «Заре Григорьевне Минц посвящается…», в который вошли воспоминания, архивные материалы, переписка, фотографии, рисунки Ю. М. Лотмана, посвящённые Заре Григорьевне, отрывки из её юношеского дневника, научные статьи её коллег и учеников.

## Дети
- Лотман, Михаил Юрьевич (род. 1952), литературовед и семиотик, профессор Таллинского университета, ведущий научный сотрудник Тартуского университета. Член Рийгикогу (Эстонского парламента) в 2003—2007 годах;
- Лотман, Григорий Юрьевич (род. 1953), художник;
- Лотман, Алексей Юрьевич (род. 1960), биолог, член Рийгикогу в 2007—2011.

## Избранные труды
1. Минц З. Г. Пути развития советской дошкольной литературы (1917—1930 гг.): Автореф. дис. на соиск. учен. степени канд. филол. наук. Тарту, 1955. — 16 с.
2. Минц З. Г. Лирика Александра Блока (1898—1906): Спецкурс. Лекции для студентов заочн. отд. Вып. I. Тарту, 1965. — 129 с.
3. Минц З. Г. Лирика Александра Блока (1907—1911). Спецкурс. Лекции для студентов заочн. отд. Вып. II. Тарту (Тартуский гос. Ун-т), 1969. — 176 с.
4. Минц З. Г. Блок и Достоевский // Достоевский и его время. Л., 1971. С. 217—247.
5. Минц З. Г. Александр Блок и русская реалистическая литература XIX века: Автореф. дис. на соиск. учен. степени д-ра филол. наук / Тарт. гос. ун-т. Тарту, 1972. — 47 с.
6. Минц З. Г. Лирика Александра Блока. Вып. 3: Александр Блок и традиции русской демократической литературы XIX века. Тарту, 1973. — 146 с.
7. Соловьёв В. С. Стихотворения и шуточные пьесы / Вступ. ст., сост. и примеч. З. Г. Минц. Л., 1974.
8. Минц З. Г. Лирика Александра Блока. Вып. 4. 1910-е годы. Спецкурс для студентов-заочников отд. рус. яз. и лит-ры Тартуского гос. ун-та. Тарту, 1975.- 165 с.
9. Минц З. Г. Блок и русский символизм // Лит. наследство. Т.92: Александр Блок. Кн.1. М., 1980. С.98-172.
10. Благоволина Ю. П., Минц З. Г. Переписка Блока с В. Я. Брюсовым (1903—1919) / Вступ. ст. // Там же. С. 466—526.
11. Минц З.Г, Юлова А. П. Переписка с А. М. Ремизовым (1905—1920) / Вступ. ст. // Лит. наследство. Т.92: Александр Блок. Кн.2. М., 1981. С.63-142.
12. Минц З. Г. Блок в неизданной переписке и дневниках современников (1989—1921) // Лит. наследство. Т.92: Александр Блок. Кн.3. М., 1982. С.153-539.
13. Лотман Ю. М., Мелетинский Е. М., Минц З. Г. Литература и мифы // Мифы народов мира. Энцикл.: В 2 т. М., 1982. Т.2. С.58-65.
14. Минц З. Г. Александр Блок // История русской литературы. Т. 4. Литература конца XIX — начала XX века (1881—1917). Л., 1983. С. 520—548.
15. Минц З. Г. О трилогии Д. С. Мережковского «Христос и Антихрист» // Д. С. Мережковский. Христос и Антихрист; Трилогия. T.1. Смерть богов (Юлиан Отступник). М., 1989. С.5-26.
16. Минц З. Г. Блок А. А. // Русские писатели. 1800—1917. Биографический словарь. T.1. М., 1989. С.277-283.
17. Минц З. Г. Эстетика здорового человека : Чеховские лекции / [конспективная запись спецкурса по прозе Чехова, прочитанного студентам Тартуского университета в 1985/86 учебном году]. Публикация, подготовка текста, предисловие — Леа Пильд // Вышгород. 1997. № 1-2. С. 33-66.
18. Минц З. Г. Блок и русский символизм. Избранные труды в трех книгах. Книга 1: Поэтика Александра Блока. СПб.: Искусство — СПб, 1999. — 727 с.
19. Минц З. Г. Блок и русский символизм. Избранные труды в трех книгах. Книга 2: Александр Блок и русские писатели. СПб.: Искусство — СПб, 2000. — 784 c.
20. Минц З. Г. Блок и русский символизм. Избранные труды в трех книгах. Книга 3: Поэтика русского символизма. СПб.: Искусство — СПб, 2004. — 480 c.

## Из переписки З. Г. Минц
1. Драгоценные вести / [Письма З. Г. Минц и Ю. М. Лотмана В.Кухаревой-Пэнь и Д.Пэню] / Предисловие Л. Глушковской // Вышгород (Таллинн). 2011. № 6. С.157-163.
2. Из переписки Д. Е. Максимова с Ю. М. Лотманом и З. Г. Минц : К 100-летию Д. Е. Максимова / Публ., подготовка текста, вст. заметка и прим. Б. Ф. Егорова // Звезда. 2004.№ 12. С. 110—144.
3. Милютина Т. П. Несколько писем Зары Григорьевны Минц // Блоковский сборник XII. Тарту, 1993. С. 11 −16.
4. [Минц З. Г.]. Через тысячи верст : Три письма Ирине Белобровцевой / Предисловие И. Белобровцевой // Вышгород (Таллинн). 2011. № 6. С. 153—156.
5. Письма Зары Григорьевны Минц Е. А. Миллиор (1968—1969) // Вестник Удмуртского университета / Серия: Филология. Ижевск: Изд-во Удмуртского университета, 2000. № 6. С. 70-72.
6. Сидяков Ю. Л. Из переписки Л. С. Сидякова с Ю. М. Лотманом и З. Г. Минц // Парадигма: Философско-культурологический альманах. 2016. № 24. С. 10-23.
7. «Теперь мы соседи. Установим дружбу…» : письма Н. Я. Мандельштам З. Г. Минц и Ю. М. Лотману (1962—1966) / Публ., подготовка текста и комментарии М. Лотмана // «Посмотрим, кто кого переупрямит…» : Надежда Яковлевна Мандельштам в письмах, воспоминаниях, свидетельствах / сост. и авт. идеи П. Нерлер; под общ. ред. Е. Шубиной. М., 2015. С. 424—473.
8. Ю. М. Лотман, З. Г. Минц — Б. Ф. Егоров. Переписка. 1954—1965 / Подготовка текста и коммент. Б. Ф. Егорова, Т. Д. Кузовкиной, Н. В. Поселягина. Таллинн: Изд-во ТЛУ, 2012. — 604 с. (серия «Bibliotheca Lotmaniana»).